# Lípa republiky (Kbely)
Lípa republiky ve Kbelích v Praze roste v zahradě skautské klubovny u Lidového domu a polikliniky mezi ulicemi Bakovská a Toužimská.

## Historie
Lípa svobody byla zasazena skauty z oddílu Albatros ze 14. střediska Maják na zahradě zdravotního střediska ve Kbelích dne 28. října 1968 v den 50. výročí vzniku Československé republiky.
7. května 2016 byla u lípy u příležitosti 80 let skautingu a 25. výročí obnovení jeho činnosti ve Kbelích instalována pamětní deska s textem a s dobovou fotografií. Desku odhalil hudebník Jiří Suchý, člen místního skautského oddílu v letech 1943–1948.

## Významné stromy v okolí
- Lípa srdčitá ve Kbelích – památný strom